# Skript (programování)
Skript je počítačový program napsaný ve skriptovacím, nebo obecněji interpretovaném, programovacím jazyce. V unixových operačních systémech obvykle začíná řádkem obsahujícím Shebang (Unix), aby systém věděl, jaký program má být použit pro jeho interpretaci. Na rozdíl od binárních programů jsou skripty spustitelné na počítači s libovolnou architekturou, pokud obsahuje interpret pro příslušný jazyk.